# Chiesa di San Marco Evangelista (Cassacco)
La chiesa di San Marco Evangelista è la parrocchiale di Raspano, frazione di Cassacco, in provincia ed arcidiocesi di Udine; fa parte della forania della Pedemontana.

## Storia
L'attuale edificio risale al XIX secolo, eretto sul luogo nel quale sorgeva l'antica chiesa tardo medievale. Della costruzione precedente è ancora visibile la parte inferiore della facciata, realizzata in pietre lisce regolarmente posizionate in orizzontale. Dal 1635 al 1650 il parroco, Giovanbattista Misano, fece ampliare la struttura, con la costruzione del portico. La costruzione della balaustra per il coro, posizionata sopra l'ingresso principale, è invece del 1761, risultando però sproporzionato rispetto alle dimensioni dell'edificio.
Per riadattare le proporzioni, l'intero bene fu soggetto a lavori di ampliamento a partire dal 1867. I lavori interessarono le mura perimetrali, la copertura e la costruzione delle cappelle, e terminarono nel 1874. La nuova chiesa di Raspano venne consacrata nel 1889. 
Nel corso della prima metà del XX secolo dal tetto della chiesa spuntava una piccola struttura con una campana, denominata "la nape", che venne rimossa nel 1950. Al suo posto venne costruito un campanile, distaccato dalla struttura principale in direzione ovest su disegno dell'architetto Arduino Berlam, la cui realizzazione fu possibile grazie alle donazioni degli abitati raccolte nel corso degli anni '40 e '50. L'inaugurazione del nuovo campanile avvenne il 3 febbraio 1952. 
L'edificio riportò alcuni danni a seguito del terremoto del 1976, mentre venne distrutta la vecchia canonica poco distante. A seguito del sisma l'edificio venne restaurato e messo in sicurezza.

## Descrizione

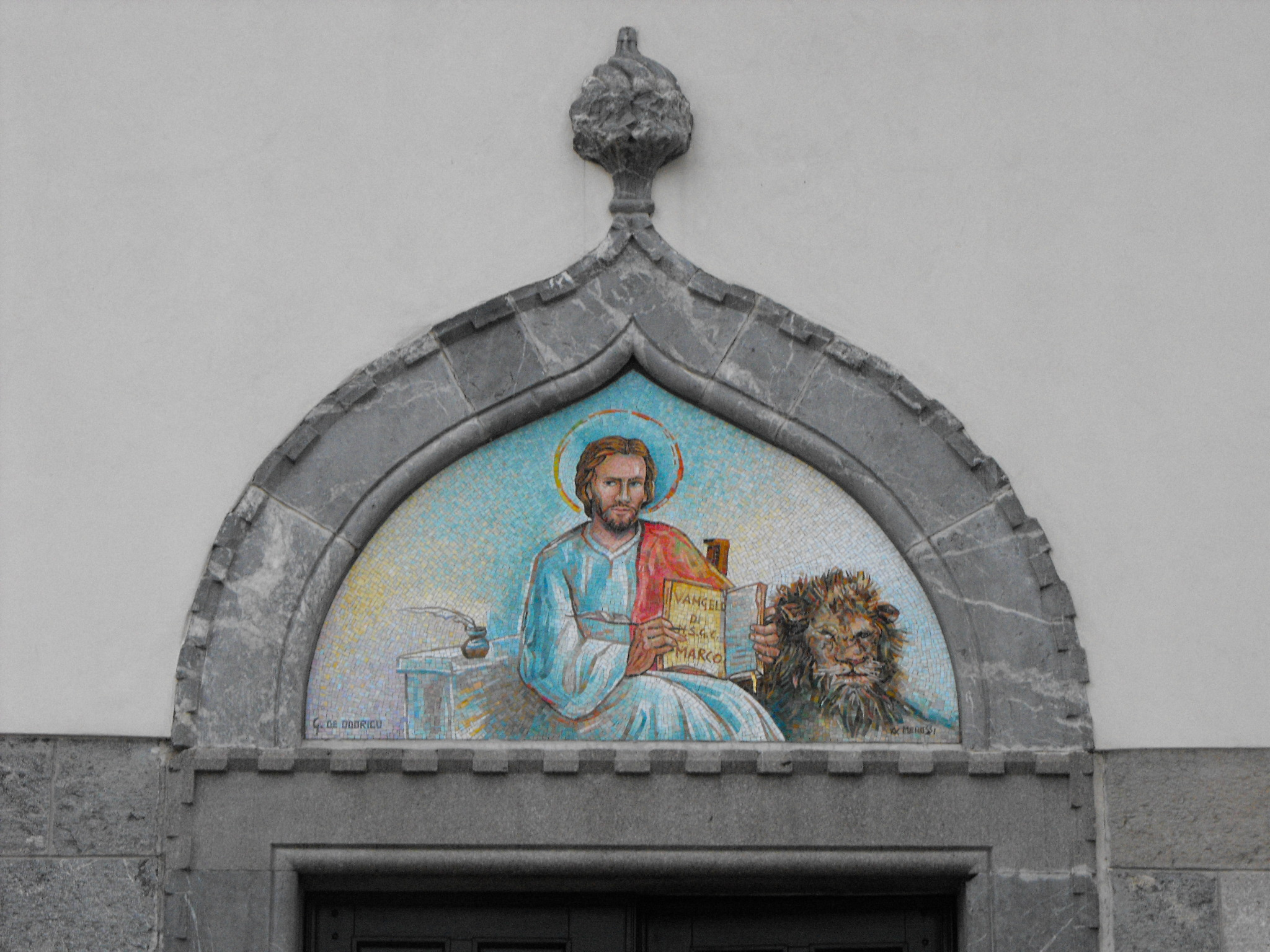
Mosaico raffigurante San Marco

La chiesa si presenta con una pianta a forma di croce, con l'ingresso a ovest e il presbiterio rettangolare a est. Sui due lati si aprono, verso il centro della navata, due cappelle rettangolari. Tra l'aula e il presbiterio si raggiunge il corpo della sagrestia, più basso rispetto al resto della chiesa.
La facciata è a capanna con timpano triangolare racchiuso in una cornice in pietra modanata e sormontato dalla croce poggiata su un pinnacolo in pietra. La muratura è in pietra a vista nella parte inferiore e fino all'architrave del portale d'ingresso. Quest'ultimo è sormontato da una lunetta ogivale che racchiude un mosaico, raffigurante Marco evangelista, a cui la chiesa è dedicata. Nella parte superiore della facciata la muratura è coperta da intonaco, con la sola eccezione delle pietre d'angolo, che sono a vista. Al centro è presente una finestra di forma rettangolare.
Internamente l'impianto è a quadriconco, ovvero a pianta centrale con quattro absidi congiunti da setti murari inquadrati in paraste doriche che poggiano su plinti in pietra, le quali sono doppie sugli angoli principali e dimezzate negli angoli interni delle cappelle. Il soffitto è a volta a botte ribassata interrotta da unghioni in corrispondenza delle cappelle
Sui due lati, ai fianchi dell'ingresso si trovano due confessionali lignei incassati nelle pareti. Nella controfacciata la bussola è sovrastata dalla cantoria.